# Lichenochora clauzadei
Lichenochora clauzadei är en lavart som beskrevs av Nav.-Ros., Cl. Roux & Llimona 1994. Lichenochora clauzadei ingår i släktet Lichenochora, ordningen Phyllachorales, klassen Sordariomycetes, divisionen sporsäcksvampar och riket svampar.   Inga underarter finns listade i Catalogue of Life.